# Riopa herberti
Riopa herberti är en ödleart som beskrevs av  Smith 1916. Riopa herberti ingår i släktet Riopa och familjen skinkar. Inga underarter finns listade i Catalogue of Life.